# Marksänd digital-TV i Frankrike
Marksänd digital-TV i Frankrike lanserades den 31 mars 2005. Det kallas ofta för TNT, vilket är en förkortning för télévision numérique terrestre.
Sändningsstandarden är, liksom i övriga Europa, DVB-T. Frankrike använder två komprimeringsstandarder för sitt digitala marknät: Den beprövade MPEG-2 för fria sändningar och den nyare MPEG-4 AVC för krypterade sändningar och eventuella HDTV-sändningar.

## Historik
TNT lanserades officiellt den 31 mars 2005 via sjutton sändare som täckte 35 procent av befolkningen.
14 kanaler var med från starten: TF1, France 2, France 3, France 5, M6, Arte, Direct 8, W9, Télévision Monte Carlo (TMC), NT1, NRJ 12, La Chaîne parlementaire, France 4 samt Canal+:s okrypterade program.
På hösten skulle betalkanalerna AB1, Eurosport, La Chaîne Info (LCI), Paris Première, TF6 och TPS Star lanseras (tillsammans med de krypterade delarna av Canal+).
I juli 2005 gavs fler tillstånd, fyra för betal-tv och fyra för gratis-TV. BFM TV, I-Télé, Europe 2 TV och Jeunesse TV (senare Gulli) gavs fri-TV-tillstånd medan Canal J, Planète, Canal+ Cinema och Canal+ Sport gavs betal-TV-tillstånd. Även dessa startade under hösten.
Utbyggnaden fortskrider och i början av år 2007 förväntas 80-85 procent av befolkningen täckas av sändningarna.

## Innehåll
Det finns fem sändarnät (muxar) som används reguljärt (maj 2006). Dessa kallas R1, R2, R3, R4 och R6. R5 har ännu inte börjat användas.
R1 används för de allmänna kanalerna, det vill säga France 2, France 3, France 4, France 5, Arte och La Chaîne parlementaire. France 2 och France 3 är France Télevisions huvudkanaler och har samma innehåll som de analoga SÉCAM-sändningarna. France 5 och Arte delade ett analogt sändarnät, men i det digitala nätet har de båda kanalerna fått varsin dataström. France 3 sänder sina regionala program.
R2 sköts av företaget Nouvelles Télévisions Numériques och innehåller kanalerna Direct 8, Télévision Monte Carlo, BFM TV, i télé, Europe 2 TV och Gulli. Alla kanaler är fri-tv-kanaler.
R3 tillhör Compagnie du Numérique Hertzien och sänder Canal+, Canal+ Cinema, Canal+ Sport, Planète och Canal J. Alla kanaler är krypterade, undantaget som Canal+ sänder utan kryptering en viss tid.
Société opératrice du multiplex R4 (Multi 4) driver R4 som innehåller kanaler från AB-gruppen och M6-gruppen. M6, W9, NT1 sänder krypterat, Paris Première sänder i huvudsak krypterat medan TF6 och AB1 är helt krypterade.
R6 drivs av SMR6 och innehåller gratiskanalerna TF1, NRJ12 och LCI samt betalkanalerna Eurosport och TPS Star. TPS Star sänder utan kryptering en viss tid.
Gratiskanalerna är placerade på kanalplats 1-18 och betalkanalerna ligger på plats 30 och uppåt. Plats 19-29 är reserverade för framtida gratiskanaler. Canal+ har undantagits från denna regel och ligger på plats 4 och sänder utan kryptering under några timmar per dag. Även TPS Star och Paris Première sänder okodat under begränsad tid.
- 1. TF1, allmän
- 2. France 2, allmän
- 3. France 3, allmän
- 4. Canal+, allmän
- 5. France 5, undervisning och dokumentärer
- 6. M6, allmän
- 7. Arte, kultur
- 8. Direct 8
- 9. W9, musik
- 10. TMC, allmän
- 11. NT1, allmän
- 12. NRJ 12, musik
- 13. La Chaîne parlementaire, sändningar från Nationalförsamlingen och Senaten.
- 14. France 4, allmän
- 15. BFM TV, nyheter
- 16. I-télé, nyheter
- 17. Europe 2 TV, musik
- 18. Gulli, barn-tv
- 30. TPS Star, underhållning
- 31. Paris Première, underhållning
- 32. Canal+ Sport, sport
- 33. Canal+ Cinema, film
- 35. Planète, dokumentärer
- 36. TF6, underhållning
- 38. LCI, nyheter
- 39. Eurosport France, sport